# Phialomyces striatus
Phialomyces striatus är en svampart som beskrevs av R.F. Castañeda & W. Gams 1991. Phialomyces striatus ingår i släktet Phialomyces, divisionen sporsäcksvampar och riket svampar.   Inga underarter finns listade i Catalogue of Life.